# Tirsdag
Tirsdag er en ugedag.

## Navn
Navnet betyder egentlig "Tyrs dag", jf. oldnordisk Týsdagr, engelsk Tuesday, tysk dial. 'Ziestag.
Den germanske gud Tīwaz var en gud for retfærdighed og forhandlinger. 

## Valg
Kommunalvalg i Danmark afholdes i Danmark altid på en tirsdag – helt præcist den 3. tirsdag i november. Folketingsvalg afholdes også ofte på en tirsdag, men har dog i nyere tid både været afholdt en onsdag (1990, 1994, 1998, 2019) og en torsdag (2011, 2015).